# Beesd

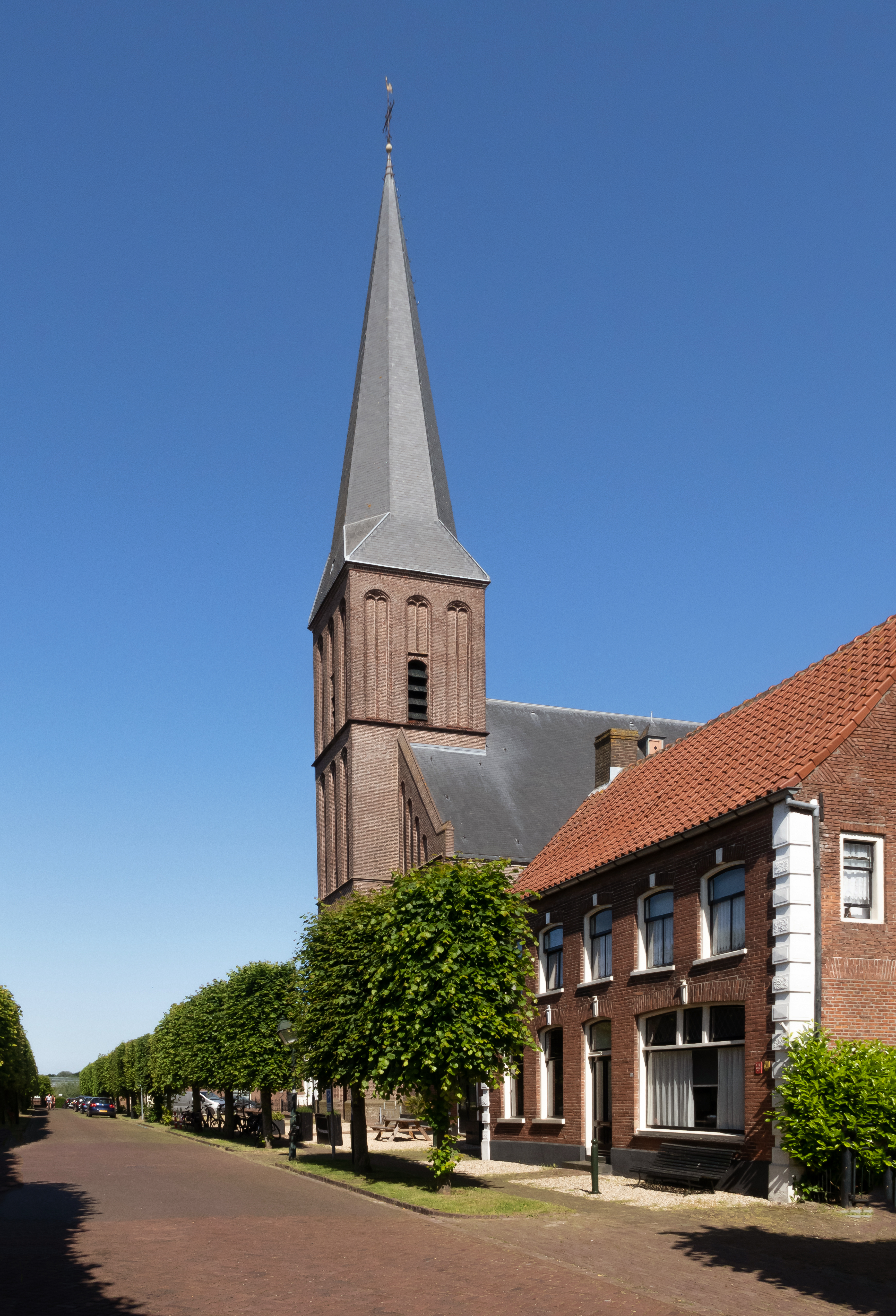
Beesd, l'église: Kerk de Heilige Kruisverheffing

Beesd (français: Basé) est un village appartenant à la commune néerlandaise de West Betuwe, dans la province de Gueldre. Le 1er janvier 2008, le village comptait 3 609 habitants.

## Histoire
Jusqu'en 1814, la commune appartenait à la province de la Hollande-Méridionale. Beesd a constitué une commune indépendante jusqu'au 1er janvier 1978, date de son rattachement à Geldermalsen.

## Transport
Beesd possède une gare sur la ligne reliant Dordrecht à Elst via Geldermalsen.